# Арктик Санрајз
Арктик Санрајз (енгл. Arctic Sunrise; у преводу - Арктички излазак сунца) је ледоломац који припада Гринпису. 
Ово пловило је саграђено 1975. године. Бруто тежина брода је 949 тона, дугачак је 49,62 , широк 11,50 m и достиже највећу брзину од 13 чворова. Газ брода је 5,30 m. Под првобитним именом Polarbjorn („поларни медвед“), брод је употребљаван за лов на фоке све док га Гринпис није изнајмио 1995. године. Пловило је регистровано као моторна јахта. На броду се налази 28 кабина а има и палубу за слетање хеликоптера.

## Акције
Арктик Санрајз је учествовао у разним акцијама укључујући кампање против лова на китове у Јужном океану.
Прва акција у којој је учествовао је било спречавање бацања нафтних инсталација у море.
Арктик Санрајз је 1997. године постао први брод који је отпловио до Јејмс Росовог острва, што је пре било немогуће због 200 метара дебелог слоја леда који је повезивао острво са Антарктиком. То је само један од многих знакова промене климе које је Арктик Санрајз документовао.
У јануару 2006. године Арктик Санрајз се сударио са јапанским китоловцем Nisshin Maru„Nisshin Maru“. Оба пловила су незнатно оштећена.
Почетком фебруара 2007. године брод се усидрио у Единбургу. Арктик Санрајз је 23. фебруара 2007. године учествовао у блокади енглеске поморске базе HMNB Clyde, а касније га је запленила полиција Министарства одбране Уједињеног Краљевства.
Брод се 30. августа 2007. године усидрио до канадског транспортног брода „Алгомарин“ Algomarine у месту Нантикок (енгл. Nanticoke) где је овај покушавао да утовари угаљ за оближњу термоелектрану. Активисти Гринписа су гуменим чамцима дошли до Алгомарин и на његовом боку исписали „Без угља. Без нуклеарки. Чиста енергија.“ Онда се троје људи илегално попело на брод, без дозволе капетана и почело д апротестује. Тада је позвана Канадска обалска стража да уклони демонстранте.